# Liberale Internationale

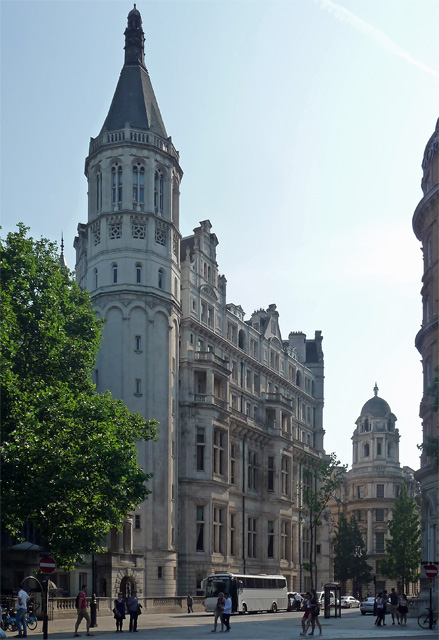
Die Zentrale der LI befindet sich im National Liberal Club, Whitehall, London.

Die Liberale Internationale (englisch Liberal International, LI, anfangs auch Libintern) ist der Weltverband der liberalen Parteien. Sie wurde 1947 in Oxford gegründet und hat ihre Zentrale in London. Sie will als internationales Netzwerk liberale und demokratische Gedanken weltweit fördern.
Die Jugendorganisation der Liberalen Internationalen ist die International Federation of Liberal Youth (IFLRY), die Frauenorganisation das International Network of Liberal Women (INLW). Als europäische Regionalpartei ist die ALDE Mitglied der LI.
Unterlagen der Liberalen Internationalen (LI) und deren Jugendorganisation (IFLRY) werden im Archiv des Liberalismus der Friedrich-Naumann-Stiftung für die Freiheit in Gummersbach (NRW) aufbewahrt.

## Geschichte
Da die Radikale Internationale (Entente Internationale des Partis Radicaux et des Partis Démocratiques Similaires, 1924–1938) zu Beginn des Zweiten Weltkriegs ihre Tätigkeit einstellte, versammelten sich am 16. Juni 1946 Vertreter der Liberale Partij Belgiens, der britischen Liberal Party, der Parti républicain, radical et radical-socialiste Frankreichs, der Radikale Venstre Dänemarks, der Partij van de Vrijheid der Niederlande, der Freisinnig-Demokratischen Partei der Schweiz, der Folkpartiet Schwedens, der Partito Liberale Italiens und der Vertreter der spanischen Liberalen im Exil in Brüssel und verabschiedeten die Brüsseler Erklärung, in der zur Gründung einer liberalen Weltorganisation aufgerufen wurde.
Das Oxford-Manifest, das im April 1947 im Wadham College in Oxford von Vertretern von 19 liberalen politischen Parteien aus Südafrika, Deutschland, Österreich, Belgien, Kanada, Zypern, Spanien, Estland, dem Vereinigten Königreich, den Vereinigten Staaten, Finnland, Frankreich, Ungarn, Italien, Norwegen, Schweden, der Schweiz, der Tschechoslowakei und der Türkei verfasst wurde, ist ein Dokument, das die grundlegenden politischen Prinzipien der Liberalen Internationale beschreibt. Die Ausarbeitung der wichtigsten Grundsätze wurde von Salvador de Madariaga geleitet und von den Ideen William Henry Beveridges inspiriert.

## Mitglieder
In Deutschland gehören ihr die Freie Demokratische Partei (FDP) und die Deutsche Gruppe Liberal International (DGLI) an. Letztere wurde im August 1947 als Deutsche Sektion der damaligen Liberalen Weltunion (englisch Liberal World Union, LWU) gegründet, da es die FDP zu diesem Zeitpunkt noch nicht gab. Dennoch wurde sie auch mit deren Gründung weiter fortgeführt. Ihr Vorsitzender ist derzeit der ehemalige sächsische Justizminister und FDP-Bundestagsabgeordnete Jürgen Martens.
In Österreich gehörte das Liberale Forum von 1993 bis 2011 der Liberalen Internationalen an. Davor war die Freiheitliche Partei Österreichs von 1979 bis 1993 Mitglied, sie trat aber wegen ideologischer Differenzen aus. Im Mai 2017 wurde NEOS – Das Neue Österreich und Liberales Forum als Beobachter wieder aufgenommen.
In der Schweiz gehört seit 2017 die FDP.Die Liberalen der LI wieder als Vollmitglied an. Zuvor hatten bis 2008 die Freisinnig-Demokratische Partei (FDP) und die Liberale Partei der Schweiz (LPS)/Parti libéral suisse (PLS) teilgenommen, welche im Februar 2009 fusionierten und erst Ende Oktober 2015 zunächst wieder als Beobachter beigetreten waren.

### Vollmitglieder
| Land                         | Name                                                                               | Regierungsbeteiligung                                                        |
| ---------------------------- | ---------------------------------------------------------------------------------- | ---------------------------------------------------------------------------- |
| Andorra                      | Liberals d’Andorra                                                                 | Außerparlamentarische Opposition                                             |
| Belgien                      | Mouvement Réformateur                                                              | Ja                                                                           |
| Belgien                      | Open Vlaamse Liberalen en Democraten                                               | Opposition                                                                   |
| Burkina Faso                 | Alliance pour la Démocratie et la Fédération - Rassemblement Démocratique Africain | Opposition                                                                   |
| Chile                        | Evópoli                                                                            | Opposition                                                                   |
| Chile                        | Partido Liberal de Chile                                                           | Opposition                                                                   |
| Dänemark                     | Radikale Venstre                                                                   | Opposition                                                                   |
| Dänemark                     | Venstre                                                                            | Ja                                                                           |
| Deutschland                  | Freie Demokratische Partei                                                         | Außerparlamentarische Opposition, Regierungsbeteiligung auf regionaler Ebene |
| Deutschland                  | Deutsche Gruppe Liberal International                                              |                                                                              |
| Elfenbeinküste               | Rassemblement des Houphouëtistes pour la Démocratie et la Paix                     | Ja, stellt Regierungschef                                                    |
| Estland                      | Eesti Reformierakond                                                               | Ja, stellt Regierungschef                                                    |
| Europa                       | Renew Europe                                                                       | Ja, in der EU-Kommission vertreten                                           |
| Europa                       | Allianz der Liberalen und Demokraten für Europa                                    | Ja, in der EU-Kommission vertreten                                           |
| Finnland                     | Finnische Zentrumspartei                                                           | Opposition                                                                   |
| Finnland                     | Schwedische Volkspartei                                                            | Ja                                                                           |
| Georgien                     | Republikanische Partei Georgiens                                                   | Opposition                                                                   |
| Gibraltar                    | Liberal Party of Gibraltar                                                         | Ja                                                                           |
| Guinea                       | Union des Forces Démocratiques de Guinée                                           | Opposition                                                                   |
| Guinea                       | Union des Forces Républicaines                                                     | Opposition                                                                   |
| Honduras                     | Partido Liberal de Honduras                                                        | Opposition                                                                   |
| Irland                       | Fianna Fáil                                                                        | Ja, stellt Regierungschef                                                    |
| Island                       | Fortschrittspartei                                                                 | Opposition                                                                   |
| Israel                       | Israeli Liberal Group                                                              |                                                                              |
| Kambodscha                   | Nationale Rettungspartei Kambodschas                                               | Außerparlamentarische Opposition                                             |
| Kanada                       | Liberale Partei Kanadas                                                            | Ja, stellt Regierungschef                                                    |
| Kanada                       | Canadian Group of Liberal International                                            |                                                                              |
| Kenia                        | Orange Democratic Movement                                                         | Opposition                                                                   |
| Demokratische Republik Kongo | Ensemble pour la République                                                        | Opposition                                                                   |
| Kosovo                       | Partia Demokratike e Kosovës                                                       | Opposition                                                                   |
| Kosovo                       | Samostalna Liberalna Stranka                                                       | Außerparlamentarische Opposition                                             |
| Kroatien                     | Istrische Demokratische Versammlung                                                | Opposition, Regierungsbeteiligung auf regionaler Ebene                       |
| Kuba                         | Partido Liberal de Cuba                                                            | im Exil                                                                      |
| Kuba                         | Partido Solidaridad Democrática                                                    | im Exil                                                                      |
| Kuba                         | Unión Liberal Cubana                                                               | im Exil                                                                      |
| Libanon                      | Zukunftsbewegung                                                                   | Ja                                                                           |
| Luxemburg                    | Demokratesch Partei                                                                | Ja                                                                           |
| Madagaskar                   | Arche de la nation                                                                 | Ja                                                                           |
| Madagaskar                   | Bewegung für den Fortschritt Madagaskars                                           | Opposition                                                                   |
| Marokko                      | Konstitutionelle Union                                                             | Opposition                                                                   |
| Marokko                      | Partei der Authentizität und Modernität                                            | Ja                                                                           |
| Marokko                      | Volksbewegung                                                                      | Opposition                                                                   |
| Mongolei                     | Grüne Partei des Bürgerwillens                                                     | Außerparlamentarische Opposition                                             |
| Montenegro                   | Liberalna partija Crne Gore                                                        | Opposition                                                                   |
| Nicaragua                    | Ciudadanos por la Libertad                                                         | Außerparlamentarische Opposition                                             |
| Niederlande                  | Volkspartij voor Vrijheid en Democratie                                            | Ja                                                                           |
| Niederlande                  | Democraten 66                                                                      | Opposition                                                                   |
| Nordmazedonien               | Liberalno-demokratska partija                                                      | Opposition                                                                   |
| Norwegen                     | Venstre                                                                            | Opposition                                                                   |
| Paraguay                     | Partido Liberal Radical Auténtico                                                  | Opposition                                                                   |
| Philippinen                  | Liberal Party                                                                      | Opposition                                                                   |
| Portugal                     | Iniciativa Liberal                                                                 | Opposition                                                                   |
| Schweden                     | Centerpartiet                                                                      | Opposition                                                                   |
| Schweden                     | Liberalerna                                                                        | Ja                                                                           |
| Schweiz                      | FDP. Die Liberalen                                                                 | Ja, im Bundesrat vertreten (Zauberformel)                                    |
| Senegal                      | Alliance pour la République                                                        | Opposition                                                                   |
| Senegal                      | Rewmi                                                                              | Opposition                                                                   |
| Senegal                      | Parti Démocratique Sénégalais                                                      | Opposition                                                                   |
| Serbien                      | Pokret slobodnih građana                                                           | Opposition                                                                   |
| Somalia                      | Justice and Development of Democracy and Self-Respectfulness Party                 | Opposition                                                                   |
| Spanien                      | Llibertat i Democràcia                                                             |                                                                              |
| Südafrika                    | Democratic Alliance                                                                | Ja                                                                           |
| Syrien                       | Ahrar-Partei                                                                       | Außerparlamentarische Opposition                                             |
| Taiwan                       | Demokratische Fortschrittspartei                                                   | Ja, stellt Regierungschef                                                    |
| Thailand                     | Demokratische Partei                                                               | Ja                                                                           |
| Vereinigtes Königreich       | Liberal Democrats                                                                  | Opposition, Regierungsbeteiligung auf regionaler Ebene                       |
| Vereinigtes Königreich       | Alliance Party of Northern Ireland                                                 | Opposition, Regierungsbeteiligung auf regionaler Ebene                       |
| Vereinigtes Königreich       | Liberal International British Group                                                |                                                                              |
|                              | International Federation of Liberal Youth                                          |                                                                              |
|                              | International Network of Liberal Women                                             |                                                                              |

### Beobachter
| Land                         | Name                                           | Regierungsbeteiligung            |
| ---------------------------- | ---------------------------------------------- | -------------------------------- |
| Ägypten                      | Partei der Gerechtigkeit                       | Opposition                       |
| Andorra                      | Acció per Andorra                              | Opposition                       |
| Brasilien                    | Partido Novo                                   | Opposition                       |
| Burkina Faso                 | Le Faso Autrement                              | Opposition                       |
| Burkina Faso                 | Union pour le Progrès et le Changement         | Opposition                       |
| Costa Rica                   | Partido Liberal Progresista                    | Opposition                       |
| Georgien                     | Girchi – Mehr Freiheit                         | Außerparlamentarische Opposition |
| Ghana                        | Progressive People’s Party                     | Außerparlamentarische Opposition |
| Israel                       | Jesch Atid                                     | Opposition                       |
| Komoren                      | Alliance Nationale pour les Comores            | Außerparlamentarische Opposition |
| Demokratische Republik Kongo | Union pour la Reconstruction du Congo          | Opposition                       |
| Republik Kongo               | Mouvement Républicain                          | Opposition                       |
| Republik Kongo               | Union des Démocrates Humanistes                | Opposition                       |
| Malaysia                     | Gerakan Rakyat Malaysia Party                  | Opposition                       |
| Mali                         | Parti citoyen pour le renouveau                | Außerparlamentarische Opposition |
| Mali                         | Union pour la république et la démocratie      | Außerparlamentarische Opposition |
| Marokko                      | Parti marocain libéral                         | Außerparlamentarische Opposition |
| Mauretanien                  | Rassemblement pour la Mauritanie               | Opposition                       |
| Moldau                       | Coaliția pentru Unitate și Bunăstare           | Opposition                       |
| Österreich                   | NEOS – Das Neue Österreich und Liberales Forum | Ja                               |
| Rumänien                     | Alianța Liberalilor și Democraților            | Außerparlamentarische Opposition |
| Sambia                       | United Party for National Development          | Ja, stellt Regierungschef        |
| Singapur                     | Singapore Democratic Party                     | Außerparlamentarische Opposition |
| Suriname                     | Democratisch Alternatief '91                   | Außerparlamentarische Opposition |
| Tunesien                     | Afek Tounes                                    | Opposition                       |
| Ukraine                      | Holos                                          | Opposition                       |
| Ungarn                       | Momentum Mozgalom                              | Opposition                       |
| Venezuela                    | Vente Venezuela                                | Außerparlamentarische Opposition |

### Individuelle Mitglieder
Hongkong – Martin Lee (Democratic Party)

## Amtierende Staats- und Regierungschefs

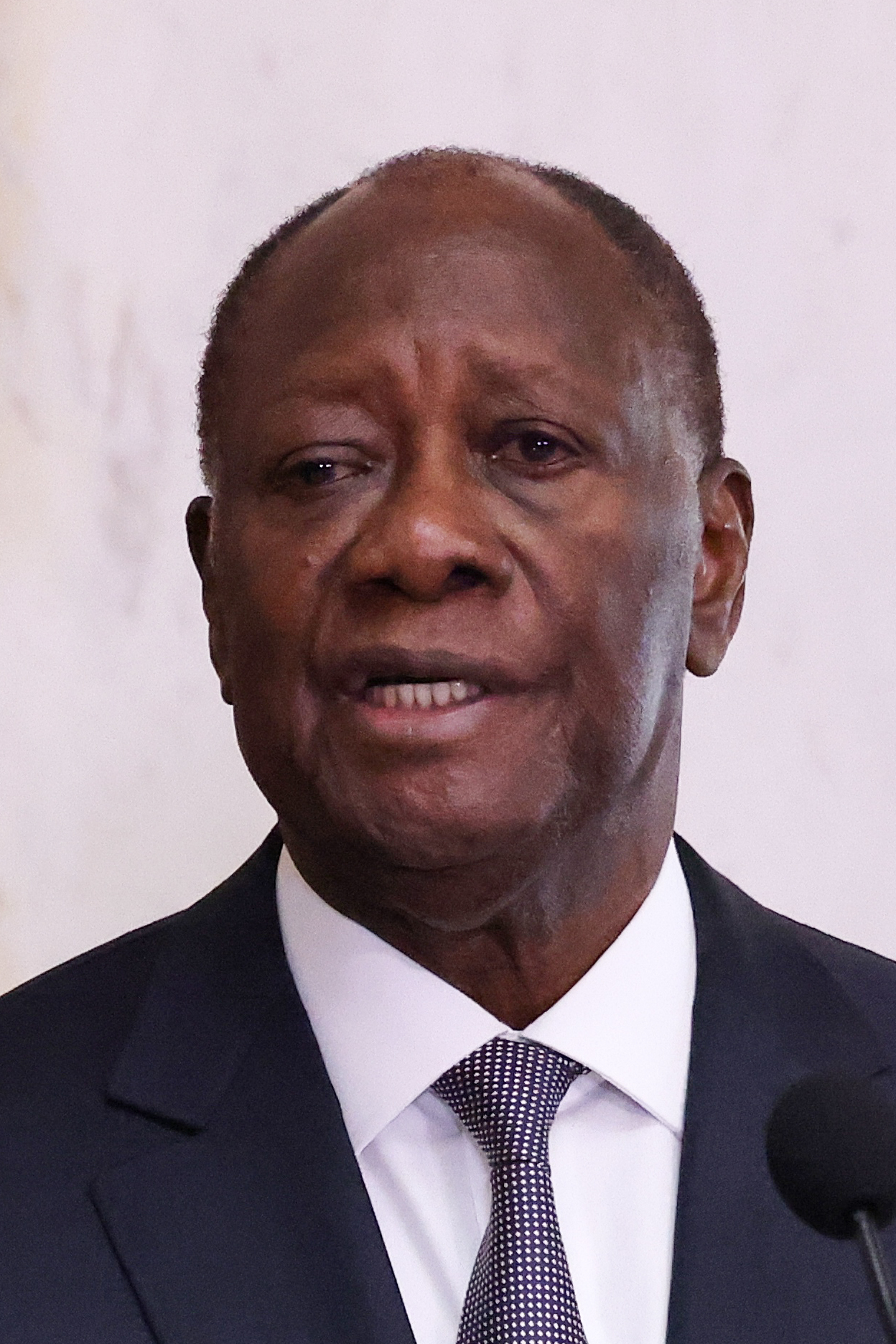
Alassane Ouattara
 Elfenbeinküste
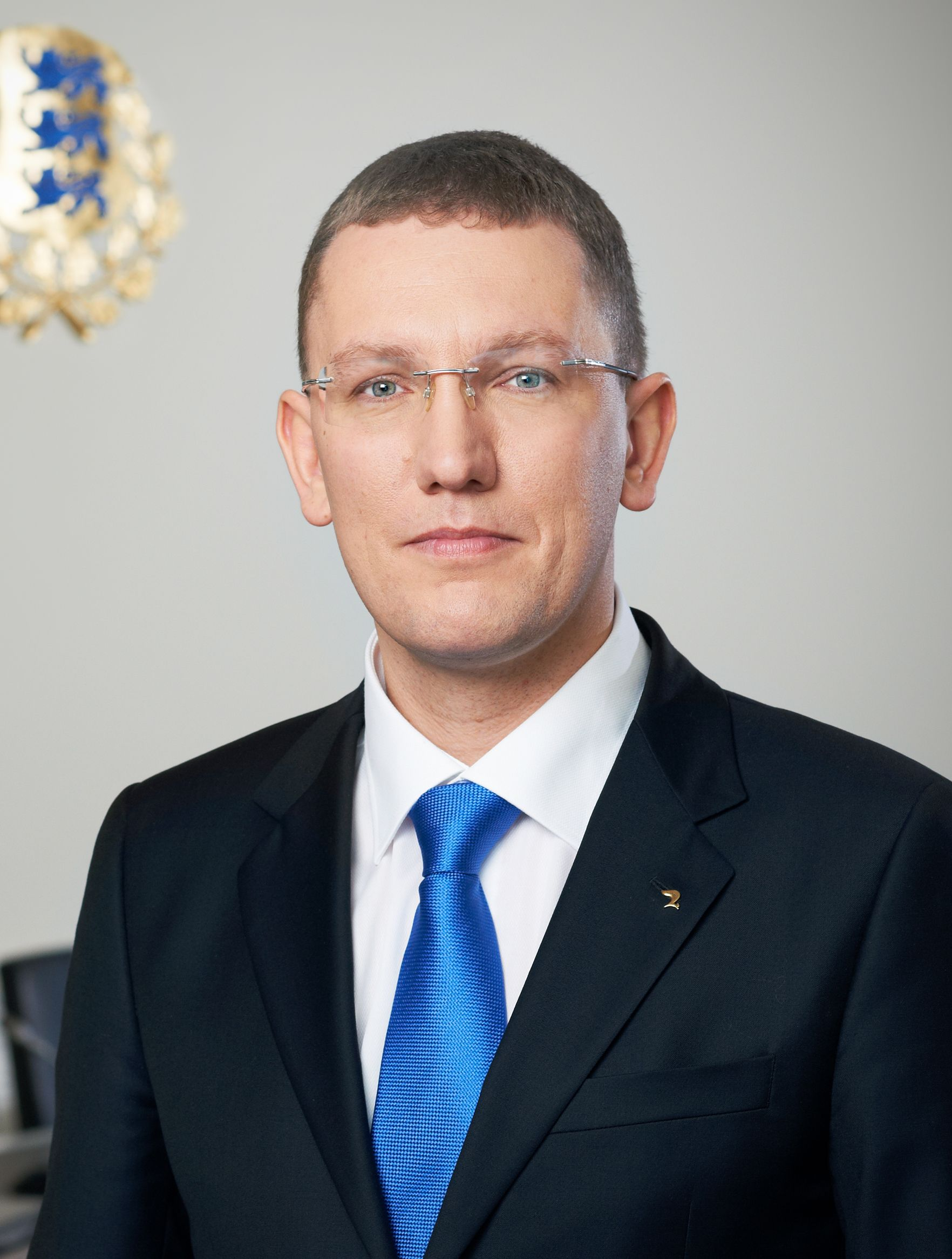
Kristen Michal Estland
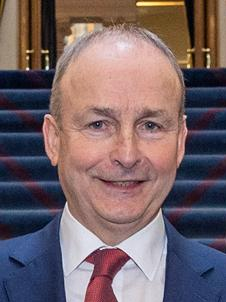
Micheál Martin Irland
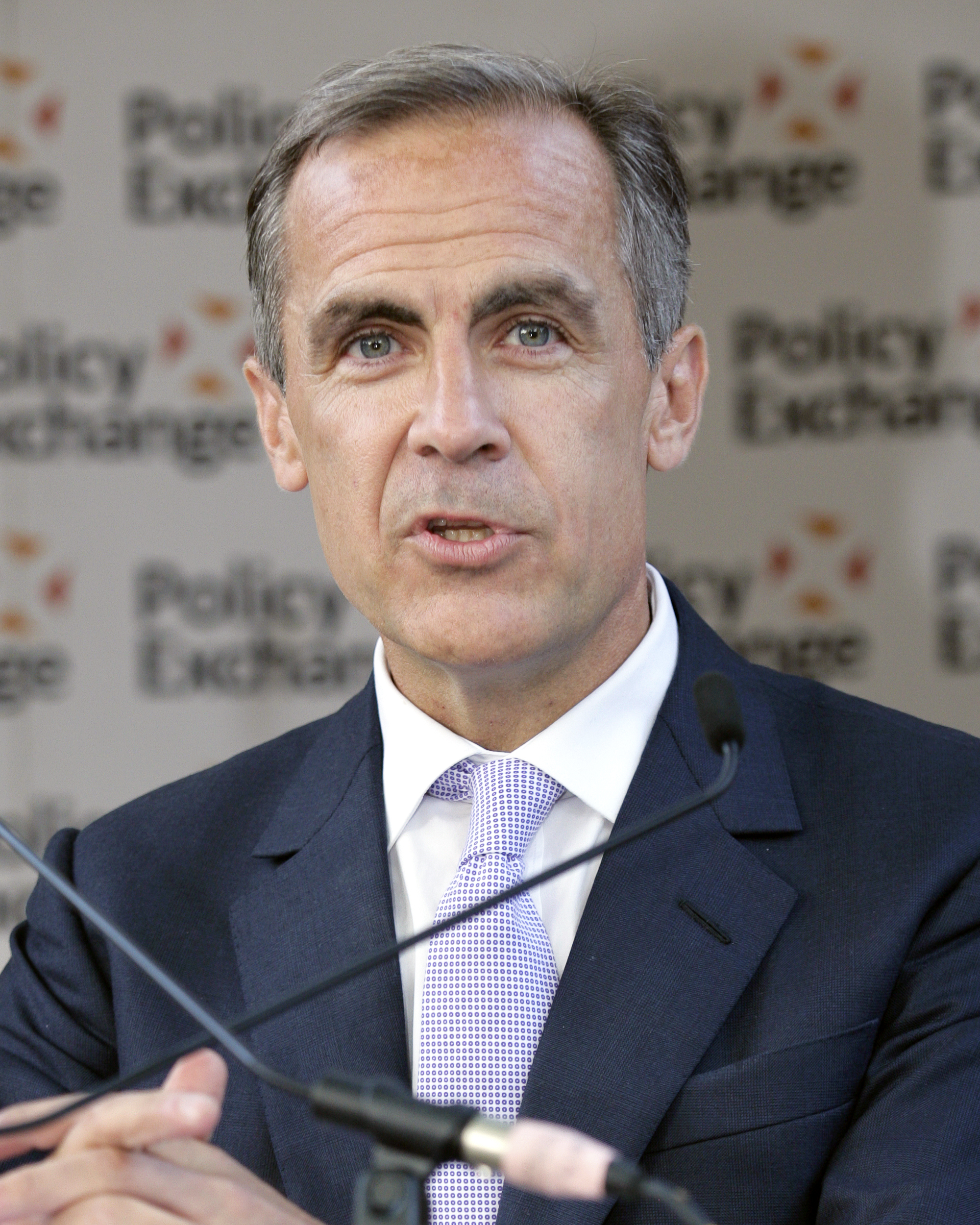
Mark Carney
 Kanada
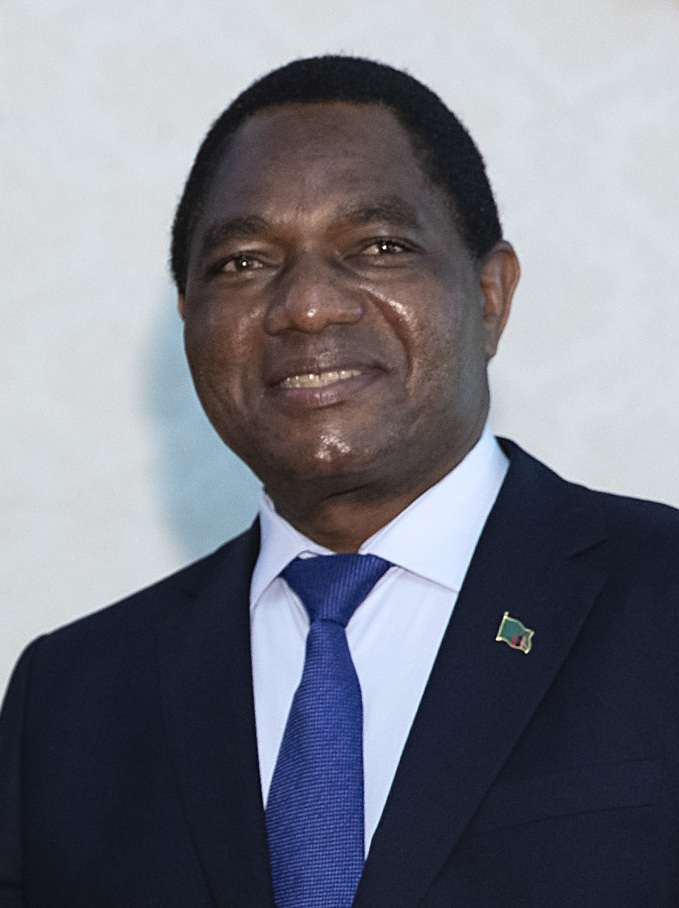
Hakainde Hichilema Sambia
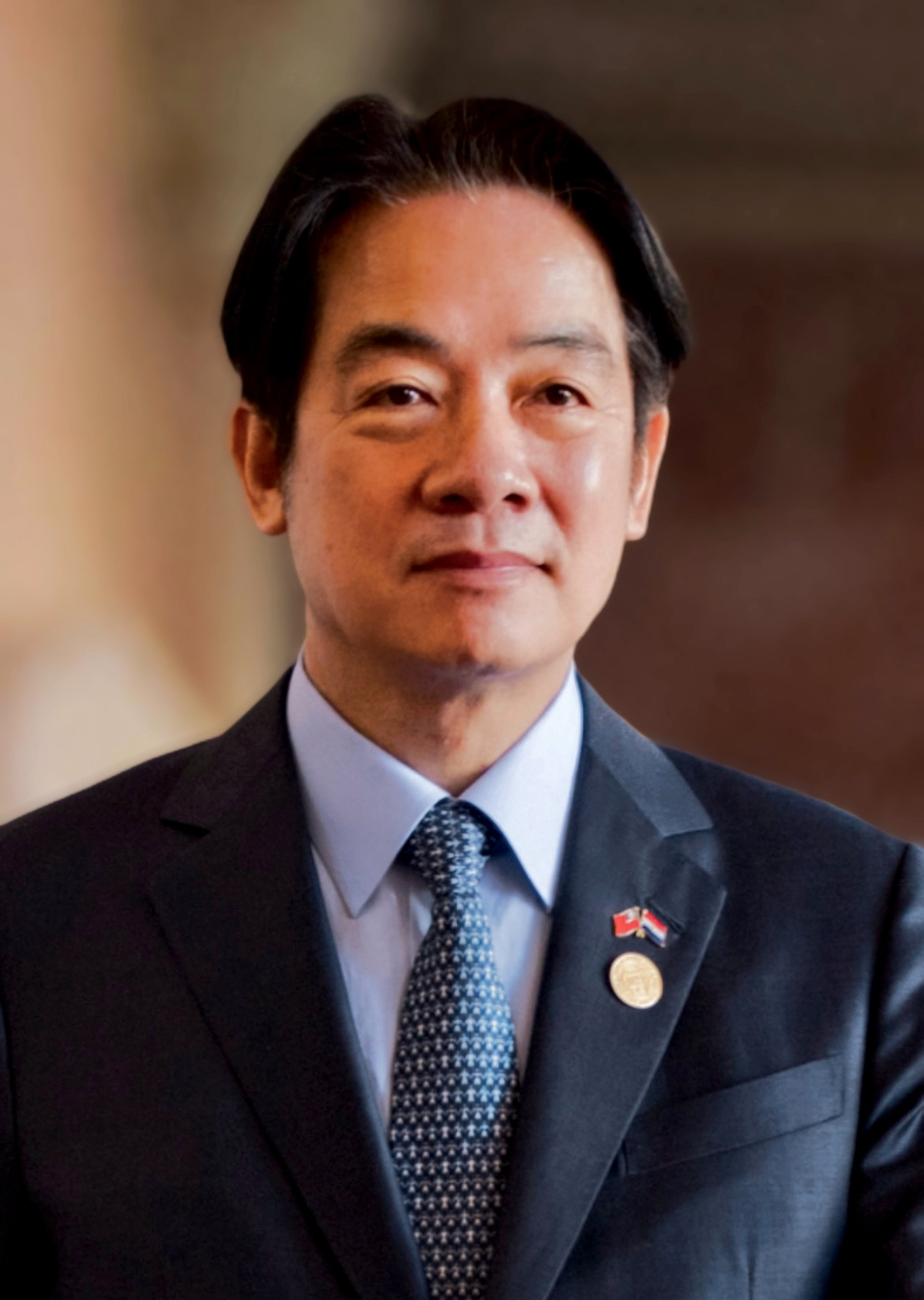
Lai Ching-te Taiwan

## Ehemalige Präsidenten
| Nr. | Bild | Name                      | Land                                     | Dauer             | Dauer             | Partei                                                 |
| --- | ---- | ------------------------- | ---------------------------------------- | ----------------- | ----------------- | ------------------------------------------------------ |
| 1   |      | Salvador de Madariaga     | Vereinigtes Königreich Spanien (im Exil) | 20. April 1948    | 18. April 1952    | Mont Pelerin Society                                   |
| 2   |      | Roger Motz                | Belgien                                  | 18. April 1952    | 20. April 1958    | Liberale Partij/Parti libéral                          |
| 3   |      | Giovanni Malagodi         | Italien                                  | 20. April 1958    | 15. April 1966    | Partito Liberale Italiano                              |
| 4   |      | Edzo Toxopeus             | Niederlande                              | 15. April 1966    | 25. April 1970    | Volkspartij voor Vrijheid en Democratie                |
| 5   |      | Gaston Thorn              | Luxemburg                                | 25. April 1970    | 18. April 1982    | Demokratesch Partei                                    |
| (3) |      | Giovanni Malagodi         | Italien                                  | 18. April 1982    | 26. April 1989    | Partito Liberale Italiano                              |
| 6   |      | Adolfo Suárez             | Spanien                                  | 26. April 1989    | 22. April 1992    | Centro Democrático y Social                            |
| 7   |      | Otto Graf Lambsdorff      | Deutschland                              | 22. April 1992    | 25. April 1994    | Freie Demokratische Partei                             |
| 8   |      | David Steel               | Vereinigtes Königreich                   | 25. April 1994    | 15. April 1996    | Liberal Democrats                                      |
| 9   |      | Frits Bolkestein          | Niederlande                              | 15. April 1996    | 18. April 2000    | Volkspartij voor Vrijheid en Democratie                |
| 10  |      | Annemie Neyts-Uyttebroeck | Belgien                                  | 18. April 2000    | 25. April 2005    | Open Vlaamse Liberalen en Democraten                   |
| 11  |      | John Alderdice            | Vereinigtes Königreich                   | 25. April 2005    | 20. April 2009    | Liberal Democrats & Alliance Party of Northern Ireland |
| 12  |      | Hans van Baalen           | Niederlande                              | 20. April 2009    | 26. April 2014    | Volkspartij voor Vrijheid en Democratie                |
| 13  |      | Juli Minoves              | Andorra                                  | 26. April 2014    | 30. November 2018 | Partit Liberal d’Andorra                               |
| 14  |      | Hakima El Haité           | Marokko                                  | 30. November 2018 | 2. Dezember 2024  | Mouvement populaire                                    |
| 15  |      | Karl-Heinz Paqué          | Deutschland                              | 2. Dezember 2024  | heute             | Freie Demokratische Partei                             |